# Bihastina subviridata
Bihastina subviridata là một loài bướm đêm trong họ Geometridae.